# Jane Wiedlin
Jane Wiedlin, född 20 maj 1958 i Oconomowoc i Waukesha County, Wisconsin, är en amerikansk musiker och skådespelerska.
Under 1980-talet bildade hon och Belinda Carlisle rockbandet The Go-Go's tillsammans med Margot Olavarria och Elissa Bello. Wiedlin spelade gitarr och skrev många av deras låtar. Sedan 1980-talet har hon även medverkat i en del filmer. Innan hon blev medlem i The Go-Go's spelade hon i ett punkband, hon har även spelat med Sparks. 1984 lämnade hon The Go-Go's och satsade på en solokarriär utan någon större framgång (dock två mindre hits). Under 1990-talet återförenades The Go-Go's några gånger samtidigt som Jane Wiedlin ägnade sig åt sitt nya band Frosted.

## Diskografi
- 1985 – Jane Wiedlin
- 1988 – Fur
- 1990 – Tangled
- 1993 – Tangled
- 1990 – The very best of Jane Wiedlin
- 2000 – Kissproof world